# Judecătorul Fayard zis „Șeriful”
Judecătorul Fayard zis „Șeriful”  (titlul original: în franceză Le Juge Fayard dit «le Shériff») este un film polițist dramatic francez, realizat în 1977 de regizorul Yves Boisset, după cazul real din 1975 al judecătorului de instrucție François Renaud, asasinat. Protagoniștii filmului sunt actorii Patrick Dewaere, Aurore Clément, Philippe Léotard și Michel Auclair. 

## Distribuție
- Patrick Dewaere – judecătorul Jean-Marie Fayard zis Șeriful
- Aurore Clément – Michèle Louvier
- Philippe Léotard – inspectorul Marec
- Michel Auclair – Simon Pradal, zis „doctorul”
- Jean Bouise – procurorul general Arnould
- Daniel Ivernel – Marcheron
- Jean-Marc Bory – Lucien Degueldre, zis „Monsieur Paul”
- Henri Garcin – substitutul Picot
- Jacques Spiesser – judecătorul Jacques Steiner
- Marcel Bozzuffi – Joanno, zis „căpitanul”
- Roland Blanche – Paul Lecourtois, zis Paulo
- Philippe Brizard – directorul închisorii
- Bernard Giraudeau – judecătorul Davoust
- Jean Martin – doctorul spitalului
- Hélène Vallier – o infirmieră
- Jean-Marc Thibault – Camus
- Georges Wod – maistrul Lenormand
- Jacques Ramade – dl. Lacaze, pompierul
- Van Doude – gardianul
- Myriam Mézières – Jenny Alfaric, proprietara cabaretului
- Odile Poisson – dra. Pichon, asistenta lui Fayard
- Yves Afonso – Philippe Lecca, un ticălos
- François Dyrek – José Bouvines
- Roger Ibanez – Sauveur Sotero
- Jacques Zanetti – José-Maria Sotero
- Jacqueline Doyen – dna. Fayolle, arhivista la tribunal
- René Bouloc – un jurnalist
- Denise Péron – vecina
- Luc Florian – Keller, colegul lui Paulo, membru al SAC
- Marie-Pierre de Gérando – comisarul Fougerolles
- Maurice Dorléac – președintele instanței
- Jean Turlier – deputatul Chalabert
- Guy Dhers –
- Jacky Pratoussy –

## Premii și nominalizări
- 1976 Prix Louis-Delluc lui Yves Boisset, pentru acest film
- 1978 Nominalizare la Premiul César pentru cel mai bun actor lui Patrick Dewaere
- 1978 Nominalizare la César pentru cel mai bun actor în rol secundar lui Philippe Léotard și Jean Bouise

## Culise
- Filmul se bazează pe un caz real: în 1975, judecătorul de instrucție François Renaud, cunoscut sub numele de „vânătorul de corupți”, a fost ucis la Lyon în circumstanțe care nu au fost niciodată clarificate. Filmul a fost turnat în Aix-en-Provence și Saint-Etienne.
- Numele orașului nu este niciodată menționat în timpul filmului, dar este alocat unei bande de Stéphanois.  Această bandă este probabil o aluzie la celebra bandă Lyonnais. De asemenea, vehiculele de transfer de fonduri atacate poartă sigla „Garde Loire”. Prin urmare, acțiunea ar trebui probabil să se desfășoare în Saint-Etienne, unde filmul a fost, de asemenea, parțial turnat.
- Numele unei organizații politice numite SAC este clar citat în film și a fost considerat defăimător, la fel și utilizarea unui membru al parlamentului numit Chalabert al cărui pronunție ar putea aminti cel al unui ministru existent (Albin Chalandon). Replicile care conțin acest nume de politician fictiv, au fost înlocuite cu altele care se referă la un nume semantic mai neutru. În urma unei hotărâri judecătorești, numele SAC a fost înlocuit cu un „bip” când filmul a fost lansat în teatre. Odată cu dizolvarea SAC de către François Mitterrand la 3 august 1982, cenzurarea a fost anulată.